# Incidente di Thomas Mantell
L'incidente di Thomas Mantell è stato uno dei primi e più pubblicizzati rapporti sugli UFO; esso è inoltre ricordato come il primo avvistamento collettivo di UFO. L'avvistamento, avvenuto nel gennaio 1948, è ricordato come l'incidente di Thomas Mantell per via della morte del venticinquenne pilota della guardia aerea nazionale del Kentucky, il capitano Thomas F. Mantell, durante l'inseguimento dell'UFO.

## Cronologia degli avvenimenti
Il 7 gennaio 1948, alle ore 13.00, a Maysville, nel Kentucky, molte decine di persone videro un oggetto circolare che emanava una luce rossa, sorvolare la città. Dall'aeroporto militare di Fort Knox alle 13.45 si sollevò una squadra composta da quattro aerei da caccia P-51, guidata dal capitano Thomas Mantell, per inseguire l'oggetto. Alle 15.15 Mantell comunicò di trovarsi a 6.000 metri e di vedere un oggetto metallico di grandi dimensioni, che dopo avere aumentato la velocità era sparito dietro una nube. Dato che gli aerei non avevano riserve di ossigeno per un volo ad alta quota, gli altri piloti (tra cui i sottotenenti Hammond e Clements) decisero di rientrare, mentre Mantell decise di continuare la ricerca lasciando la squadriglia per inseguirlo. Dopo pochi minuti disse alla torre di controllo:

«Mi sto avvicinando per dare un'occhiata. È proprio davanti, sopra di me e si muove ad una velocità pari alla metà della mia. Sembra un velivolo gigantesco, senza ali. Sto salendo e se non riuscirò ad avvicinarmi, abbandonerò l'inseguimento.»

Quindi si persero i contatti con l'aereo di Mantell. Alle 15.40 il colonnello Hix, comandante della base, fece decollare due aerei per cercare Mantell. Alle 17.00 i resti dell'aereo del capitano furono trovati nei pressi della città di Franklin, sparpagliati su una superficie di 800 metri quadrati. Fu trovato anche il corpo del capitano, con l'orologio che si era fermato alle 15.19. Fu recuperata la strumentazione di bordo, che indicò che l'aereo si era spinto fino ad un'altezza di 9.000 metri.

## Indagini e spiegazioni
Il caso fu oggetto di indagine da parte degli investigatori del progetto Sign, che giunsero alla conclusione che Mantell aveva perso conoscenza per mancanza di ossigeno dopo essere giunto alla quota di 7.500 metri; in conseguenza di ciò, l'aereo sarebbe precipitato e si sarebbe schiantato al suolo. Fu anche ipotizzato che il pilota avesse scambiato il pianeta Venere per un UFO. In seguito il caso fu nuovamente esaminato dal personale del Progetto Blue Book, secondo cui il pilota avrebbe invece inseguito un pallone sonda Skyhook. I lanci di questo tipo di palloni erano segreti e molti piloti non li conoscevano. I palloni avevano un rivestimento in plastica trasparente, che poteva dare l'impressione di una superficie metallica. La difficoltà che hanno avuto gli aerei da caccia a raggiungere il pallone sonda si potrebbe spiegare con la presenza ad alte quote di correnti a getto, che possono raggiungere velocità di circa 700 km orari.